# Metropolitane kerk Agia Trias
De Agias Triaskathedraal of Kathedraal van de Heilige Drievuldigheid (Duits: Heilige Dreifaltigkeit; Grieks: Αγία Τριάς) in Bonn is de metropolitane kerk van de Grieks-orthodoxe Kerk in Duitsland. De kerk is gelegen op de rechteroever van de Rijn aan de Dietrich-Bonhoeffer-Straße. Het kerkgebouw werd in de jaren 1976-1977 gebouwd naar een ontwerp van Klaus Hönig en tijdens het pinkerfeest in 1978 door metropoliet Irineos ingewijd. 
De kathedraal is als een centraalbouw in de vorm van een grieks kruis van okerkleurig baksteen gebouwd. Boven de viering verheft zich een octogonale koepel. Het kerkgebouw biedt plaats aan ongeveer 400 gelovigen. 
De beschildering van het interieur van de kerk door Christophanis Voutsinas duurde 23 jaar en werd pas in 2010 afgesloten. De iconen beslaan een oppervlakte van meer dan 600 m².